# Singapore Cup 2004
Der Singapore Cup 2004 war die 7. Austragung des Fußball-Pokalwettbewerbs in Singapur. In dieser Saison nahmen insgesamt 14 Mannschaften teil. Titelverteidiger waren die Tampines Rovers.

## Teilnehmer
Insgesamt nahmen 14 Mannschaften teil.
| Teilnehmer |
| - Albirex Niigata (Singapur) - Balestier Khalsa - Brunei DPMM FC - Cosmoleague FC - Geylang United - Home United - Sembawang Rangers FC - Sinchi FC - Singapore Armed Forces FC - Tampines Rovers - Tampines Rovers SC (NFL) - Tanjong Pagar United - Woodlands Wellington - Young Lions |

## Vorrunde
| Datum          |                      | Ergebnis |                            |
| -------------- | -------------------- | -------- | -------------------------- |
| 17. April 2004 | Woodlands Wellington | 2:1      | Brunei DPMM FC             |
| 18. April 2004 | Tanjong Pagar United | 0:4      | Singapore Armed Forces FC  |
| 1. Mai 2004    | Tampines Rovers      | 6:0      | Cosmoleague FC             |
| 8. Mai 2004    | Sinchi FC            | 4:1      | Tampines Rovers SC (NFL)   |
| 8. Mai 2004    | Young Lions          | 7:0      | Sembawang Rangers FC       |
| 15. Mai 2004   | Balestier Khalsa     | 4:3      | Albirex Niigata (Singapur) |

Freilos
- Geylang United
- Home United

## Viertelfinale
| Datum                          |                  | Gesamt |                           | Hinspiel | Rückspiel |
| ------------------------------ | ---------------- | ------ | ------------------------- | -------- | --------- |
| 20. Juni 2004 und 4. Juli 2004 | Home United      | 3:2    | Singapore Armed Forces FC | 0:1      | 3:1       |
| 21. Juni/18. Juli 2004         | Young Lions      | 3:3    | Sinchi FC                 | 3:2      | 0:1       |
| 26. Juni/4. Juli 2004          | Geylang United   | 5:3    | Woodlands Wellington      | 3:2      | 2:1       |
| 27. Juni/18. Juli 2004         | Balestier Khalsa | 4:4    | Tampines Rovers           | 4:2      | 0:2       |

## Halbfinale
| Datum               |                | Gesamt |                 | Hinspiel | Rückspiel |
| ------------------- | -------------- | ------ | --------------- | -------- | --------- |
| 14./21. August 2004 | Geylang United | 2:4    | Tampines Rovers | 2:1      | 0:3       |
| 22./29. August 2004 | Sinchi FC      | 05:10  | Home United     | 1:5      | 4:5       |

## Finale
| Datum           |                 | Ergebnis  |             |
| --------------- | --------------- | --------- | ----------- |
| 3. Oktober 2004 | Tampines Rovers | 4:1 n. V. | Home United |

| Paarung  | Tampines Rovers – Home United |
| Ergebnis | 4:1 n. V. |
| Datum    | 3. Oktober 2004 |
| Stadion  | Nationalstadion Singapur, Singapur                                                                                               |
| Tore     | 1:0 Tan Kim Leng (36.) 1:1 Indra Sahdan Bin Daud (45.) 2:1 Noh Alam Shah (93.) 3:1 Mirko Grabovac (111.) 4:1 Azlan Alipah (119.) |